# Georg Dessauer
Georg Dessauer, von 1837 bis 1859 von Dessauer, (* 19. September 1795 in Königshofen (Baden) als Nathan Dessauer; † 8. Januar 1870 in Kochel am See) war ein bayerischer Jurist.

## Leben
Georg Dessauer war ein Sohn des jüdischen Kaufmanns Aron Baruch Dessauer, später Alois Dessauer, der mit seiner Familie 1805 katholisch wurde. Von 1811 bis 1813 studierte er in Aschaffenburg, wohin sein Vater mittlerweile übergesiedelt war, 1814 in Würzburg. 1817 bis 1823 war er als Praktikant und Assessor an Gerichten in Aschaffenburg, München und Neuburg an der Donau tätig, von 1823 bis 1827 als Landgerichtsassessor in Obernburg am Main. Von 1827 bis 1830 war er Rechtsanwalt in Neuburg an der Donau, 1830 bis 1856 dann in München. Hier war er auch als Rechtsberater des bayerischen Königshauses, der Hof- und Staatsbibliothek, des Damenstifts St. Anna und des Eremitenfonds der Erzdiözese München-Freising tätig.
Als „wirklicher Hofrat“ erhob ihn König Ludwig I. von Bayern am 31. März 1837 in den erblichen Adelsstand (Georg von Dessauer), entzog ihm jedoch 1859 wegen Urkundenfälschung den Hofrats- und Adelstitel wieder; er wurde zu sechs Jahren Festungshaft verurteilt.
Am 21. September 1823 heiratete er in Schwenningen Ludovika (Luise) Theresia Eleonora Katharina von Linder (* 3./4. November 1805 in Straubing; † 3. September 1892 in Kochel), Tochter des Appellationsgerichtsrats Franz Xaver von Linder, Gutsbesitzer in Schwenningen, und der Eleonora Knorr (1787–1866) aus Dachau. Aus dieser Ehe gingen 11 Kinder hervor.
1836 erwarb er das Gut Schloss Aspenstein in Kochel als Landsitz, wo er ab 1863 dauerhaft lebte. 1838 gründete er als Kompagnon und Finanzier mit Kaspar Braun das graphische Unternehmen Caspar Braun & v. Dessauer, Anstalt für Holzschneidekunst, ab 1843 Verlag Braun & Schneider. 1850 wurde er Miterbe der väterlichen Buntpapierfabrik in Aschaffenburg, aus der er 1855 durch Abfindung ausschied.